# Степен мармот
Степните мармоти (Marmota bobak) са вид средноголеми бозайници от семейство Катерицови (Sciuridae).
Разпространени са в степните области на Евразия от североизточен Казахстан до югоизточна Украйна. Живеят в колонии от по няколко семейства, които изграждат сложни системи от тунели с дълбочина 4-5 m. Достигат 50-70 cm дължина на тялото и 10 kg маса. Хранят се със зелени части от растения, луковици, цветове и издънки.